# Longeau-Percey

Longeau-Percey este o comună în departamentul Haute-Marne din nord-estul Franței. În 2009 avea o populație de 714 de locuitori.

## Istoric
Prima mențiune atestat date „Longeau“ de la 886, și apoi un „Domniei Longeau“ este menționat în 1193. Orașul vecin „Percey“ (el a menționat pentru prima dată în 1286) a fost o fortareata protestantă de mai mulți ani în secolul al XVII-lea.
Situat în nord-estul Franței, Longeau a fost aproape întotdeauna afectată de invazia externă a țării: populația satului sa opus o rezistență eroică la marșul germanilor, la Langres, în 1642, mai multe ciocniri au avut loc cu prusacii la Revoluția, o luptă a întârziat avansul austriecii pe Langres 14 ianuarie 1814 la sfârșitul primului imperiu (campania Franței (1814)).
Satul a fost, la fel ca toate Champagne, în acest moment, foarte greu de capturat în timpul războiului franco-prusac în 1870. La 16 decembrie 1870, două batalioane de garnizoană mobile Langres, Longeau care efectuează recunoaștere sunt obligați să se plieze în fața unei coloane puternice germane.
Mai multe distrugeri au avut loc în timpul primului război mondial, unde Longeau a trecut de mai multe ori sub control francez, apoi german, în funcție de evoluția conflictului.
Germanii au intrat din nou la Longeau din nou pe 14 iunie 1940, după care au stabilit un releu la sfârșitul verii, în legătură cu trupele care ocupau Langres.
Ocuparea, relativ liniștită, probabil din cauza numărului mic de locuitori) sa încheiat 25 august 1944 cu eliberarea satului de către un prim grup american, iar la 31 august un curs de formare mică sovietică a intrat în sat (The originea exactă a acestor soldați rămâne discutată) care a fost ocazia unei sărbători generale (în aceeași zi, Armata Roșie a intrat în București).
Actualul oraș a fost format în 1972 prin fuziunea Longeau (orașul-șef al orașului Canton) și Percey-le-Pautel. Comuna Vallinot a luat numele de Longeau-Percey în 1983.

## Geografie
Linia de falie care unește Longeau cu Chalindrey corespunde bazinului hidrografic dintre bazinele Senei și Rhone.

## Evoluția populației
Evoluția numărului de locuitori este cunoscută prin recensămintele populației desfășurate în comuna din 1793. Din 2006, populațiile legale ale comunelor sunt publicate anual de INSEE. Recensământul se bazează acum pe o colecție anuală de informații, care acoperă succesiv toate teritoriile municipale pe o perioadă de cinci ani. Pentru municipalitățile cu mai puțin de 10.000 de locuitori, se efectuează un sondaj de recensământ al întregii populații la fiecare cinci ani, populațiile legale ale anilor intermediari fiind estimate prin interpolare sau extrapolare. Pentru municipalitate, primul recensământ cuprinzător în cadrul noului sistem a fost realizat în 2006.
În 2015, municipalitatea avea 741 de locuitori, o creștere de 2,92% față de 2010 (Haute-Marne: -2,65%, Franța, cu excepția Mayotte: + 2,44%).
| An        | 1975 | 1982 | 1990 | 1999 | 2006 | 2009 |
| --------- | ---- | ---- | ---- | ---- | ---- | ---- |
| Populație | 536  | 549  | 638  | 669  | 695  | 714  |

## Legături externe
Materiale media legate de Longeau-Percey la Wikimedia Commons